# Derek Harper
Pour l’article homonyme, voir Harper.
Derek Ricardo Harper, né le 13 octobre 1961 à Elberton en Géorgie (États-Unis), est un joueur américain de basket-ball.
Harper fait ses études universitaires  à l'université de l'Illinois. Il dispute 16 saisons au poste de meneur en NBA avec les Mavericks de Dallas, les Knicks de New York, le Magic d'Orlando et les Lakers de Los Angeles.

## Université
À sa sortie du lycée "Palm Beach Lakes Community", puis à "North Shore High School" à West Palm Beach, Harper joue trois saisons pour les Fighting Illini de l'université de l'Illinois sous les ordres de l'entraîneur Lou Henson (en). Harper est nommé dans la First-Team All-Big Ten Conference et dans la Second-Team All-American en 1983. Harper réalise 4,7 passes décisives par match lors de sa carrière universitaire et termine meilleur passeur de la Big Ten Conference lors de la saison 1981-1982.

## Carrière NBA
Harper est sélectionné par les Mavericks de Dallas au 11e rang de la draft 1983. Il est transféré aux Knicks de New York au milieu de la saison 1993-1994, les Knicks étant alors à la recherche d'un meneur de jeu défensif pour remplacer Doc Rivers, en convalescence pour le reste de la saison.
Harper joue encore pour les Knicks lors de la saison 1995-1996, avant de retourner à Dallas la saison suivante, puis joue une saison avec le Magic et une autre avec les Lakers avant de prendre sa retraite. Les Lakers transfèrent Harper aux Pistons de Détroit, mais il prend sa retraite sans jouer un seul match.
Harper dispute 1199 matchs de saison régulière en carrière. Il prend sa retraite en étant alors le 11e meilleur intercepteur et le 17e meilleur passeur de l'histoire de la NBA et il est considéré comme l'un des meilleurs joueurs à ne jamais avoir disputé le All-Star Game.
Harper vit à Dallas. Il est commentateur pour les matchs des Mavericks de Dallas ; depuis 2005, il est présentateur des émissions sportives le weekend sur la chaîne locale KTXA (en).
Le 7 janvier 2017, son maillot 12 est retiré par les Mavericks, troisième joueur à recevoir cet honneur après Rolando Blackman (no 22) et Brad Davis (no 15) : « Je suis ému. Je suis reconnaissant que ça soit derrière moi. C’est dur pour les nerfs. C’est la première fois qu’on me choisi comme pour ce soir. Je n’aime pas nécessairement cela, c’est pas  totalement confortable, mais cela n’arrive pas à tout le monde, donc je me sens très chanceux et reconnaissant pour cela ».

## Records sur une rencontre en NBA
Les records personnels de Derek Harper en NBA sont les suivants :
| Record de la franchise |

| Type de statistique        | Saison régulière | Saison régulière          | Saison régulière | Playoffs | Playoffs                 | Playoffs      |
| Type de statistique        | Record           | Adversaire                | Date             | Record   | Adversaire               | Date          |
| -------------------------- | ---------------- | ------------------------- | ---------------- | -------- | ------------------------ | ------------- |
| Points                     | 42               | Trail Blazers de Portland | 29 décembre 1989 | 35       | Lakers de Los Angeles    | 29 mai 1988   |
| Paniers marqués            | 16               | 76ers de Philadelphie     | 9 janvier 1989   | 12       | Lakers de Los Angeles    | 29 mai 1988   |
| Paniers tentés             | 29               | 76ers de Philadelphie     | 9 janvier 1989   | 21       | Lakers de Los Angeles    | 29 mai 1988   |
| Paniers à 3 points réussis | 7                | 2 fois                    | 2 fois           | 7        | @ Cavaliers de Cleveland | 4 mai 1995    |
| Paniers à 3 points tentés  | 12               | 76ers de Philadelphie     | 9 janvier 1989   | 10       | 2 fois                   | 2 fois        |
| Lancers francs réussis     | 14               | Warriors de Golden State  | 24 février 1992  | 9        | @ SuperSonics de Seattle | 28 avril 1987 |
| Lancers francs tentés      | 16               | 3 fois                    | 3 fois           | 12       | @ SuperSonics de Seattle | 28 avril 1987 |
| Rebonds offensifs          | 5                | Nuggets de Denver         | 12 février 1986  | 5        | Lakers de Los Angeles    | 2 juin 1988   |
| Rebonds défensifs          | 9                | SuperSonics de Seattle    | 8 janvier 1990   | 7        | @ Cavaliers de Cleveland | 4 mai 1995    |
| Rebonds totaux             | 11               | SuperSonics de Seattle    | 8 janvier 1990   | 8        | @ Cavaliers de Cleveland | 4 mai 1995    |
| Passes décisives           | 18               | Celtics de Boston         | 29 décembre 1988 | 16       | @ Lakers de Los Angeles  | 30 avril 1986 |
| Interceptions              | 8                | Rockets de Houston        | 9 novembre 1985  | 7        | @ Lakers de Los Angeles  | 30 avril 1986 |
| Contres                    | 4                | Jazz de l'Utah            | 17 avril 1990    | 1        | 9 fois                   | 9 fois        |
| Balles perdues             | 9                | @ Heat de Miami           | 17 décembre 1988 | 7        | @ Cavaliers de Cleveland | 1er mai 1995  |
| Minutes jouées             | 52               | Trail Blazers de Portland | 29 décembre 1989 | 46       | 2 fois                   | 2 fois        |

## Pour approfondir